# Carlos Ferrer Salat
Pour les articles homonymes, voir Ferrer.
Carlos Ferrer Salat, également Carles Ferrer i Salat (Barcelone, 22 mars 1931 - id., 18 octobre 1998), est un économiste, entrepreneur, homme politique et sportif espagnol.

## Biographie
Carlos Ferrer Salat a été un personnage de premier plan dans l'Espagne de la seconde moitié du XXe siècle. Comme sportif il s'est fait remarquer en tant que joueur de tennis, comme entrepreneur et économiste il a joué un grand rôle en étant la cheville ouvrière et le fondateur de la Confederación Española de Organizaciones Empresariales (CEOE) et comme dirigeant sportif, il a participé activement à l'obtention des Jeux olympiques de Barcelone de 1992 et à la rénovation et la modernisation du sport espagnol qui a obtenu de très bons résultats à cette occasion et dans les olympiades qui ont suivi. 
En 1987 il a été nommé président du Comité olympique espagnol. Il reçoit la même année la Creu de Sant Jordi, distinction décernée par la Generalitat de Catalogne.
Il est le père de la cavalière Beatriz Ferrer Salat.